# Hypnodendron beccarii
Hypnodendron beccarii är en bladmossart som beskrevs av Georg Friedrich von Jaeger 1880. Hypnodendron beccarii ingår i släktet Hypnodendron och familjen Hypnodendraceae. Inga underarter finns listade i Catalogue of Life.